# Aspidoproctus tricornis
Aspidoproctus tricornis är en insektsart som först beskrevs av Robert Newstead 1912.  Aspidoproctus tricornis ingår i släktet Aspidoproctus och familjen pärlsköldlöss. Inga underarter finns listade i Catalogue of Life.